# Weißgefleckte Seegurke
Die Weißgefleckte Seegurke (Holothuria leucospilota) (Gr. leukos = weiß, spilos = Fleck), auch Schlangen-Seewalze genannt, ist eine 60 bis 90 Zentimeter lang werdende Seegurke. Die Tiere kommen im Roten Meer und im tropischen Indopazifik von den Malediven bis nach Japan, Hawaii und Australien vor. Sie leben einzeln oder in Gruppen in flachem Wasser auf Sand- oder Schuttböden, in Tiefen von 0 bis 10 Metern. Häufig ist ihr Hinterende zwischen Korallenstöcken verkeilt oder unter Steinen versteckt. In vielen indopazifischen Korallenriffen ist sie sehr häufig.

## Merkmale
Der Körper der Weißgefleckten Seegurke ist schlank, sehr weich und geschmeidig und kann stark ausgestreckt oder, bei Störungen, verkürzt werden. Sie ist von schwarzer, seltener von schwarzbrauner Farbe. Die Haut ist von zahlreichen weichen, spitz zulaufenden Papillen und von verstreuten, kleinen weißen Flecken bedeckt. Um den Mund der Weißgefleckten Seegurke befinden sich 18 bis 20 Mundtentakel, mit denen sie den Meeresboden nach fressbaren organischen Stoffen und Bestandteilen der Meiofauna abtastet.